# Fast & Furious 7
Fast & Furious 7 (originaltitel Furious 7) er en amerikansk actionfilm fra 2015 i Fast & Furious-serien. Filmen er instrueret af James Wan efter manuskript af Chris Morgan.
Filmen følger Dominic Toretto (Diesel), Brian O'Conner (Walker) og resterne af deres crew, der er endt tilbage til USA for at leve et normalt live efter at have opnået amnesti for tidligere forbrydelse i Fast & Furious 6 fra 2013. Deckard Shaw (Statham), en tidligere finskytte fra specialtropperne søger dog at hævne sin lillebror, bringer dem dog i fare igen

## Udvalgte medvirkende
- Paul Walker som Brian O'Conner
- Vin Diesel som Dominic Toretto
- Dwayne Johnson som Luke Hobbs
- Michelle Rodriguez som Leticia "Letty" Ortiz-Toretto, Dominics hustru
- Jordana Brewster som Mia Toretto-O'Conner, Dominics lillesøster
- Tyrese Gibson som Roman Pearce
- Chris "Ludacris" Bridges som Tej Parker
- Kurt Russell som Frank Petty
- Nathalie Emmanuel som Megan Ramsey
- Lucas Black som Sean Boswell
- Elsa Pataky som Elena Neves
- Ali Fazal som Zafar
- Jason Statham som Deckard Shaw
- Djimon Hounsou som Mose Jakande
- Tony Jaa som Kiet
- Ronda Rousey som Kara
- John Brotherton som Sheppard